# Caminito del Rey
El Caminito del Rey es un paso construido en las paredes del desfiladero de los Gaitanes, entre los términos municipales de Ardales, Álora y Antequera, en la provincia de Málaga, comunidad autónoma de Andalucía, España. Se trata de una pasarela peatonal de más de tres kilómetros (además de 4,8 kilómetros de accesos), adosada a la roca en el interior de un cañón, con tramos de una anchura de apenas un metro, colgando hasta 105 metros de altura sobre el río, en unas paredes que llegan a ser verticales. 
El paso del tiempo lo deterioró mucho: casi todo el recorrido carecía de barandilla y había segmentos derrumbados, quedando sólo la viga de soporte. Todos estos factores contribuyeron a crear una leyenda negra tras haber perdido la vida varios excursionistas tratando de cruzarlo. En 2014, se iniciaron obras para rehabilitarlo. Se construyó una nueva pasarela, con paneles de madera a lo largo de su recorrido. Los trabajos de rehabilitación finalizaron el primer trimestre de 2015 y se reabrió a finales de marzo de ese mismo año, despertando gran expectación entre el público. Se pueden realizar excursiones previa reserva, y la Diputación Provincial de Málaga ha habilitado un sitio web para ese efecto. Actualmente una empresa privada, perteneciente al pueblo de Ardales, con concesión administrativa gestiona y cobra las entradas, que deben adquirirse de manera anticipada.

## Historia
La Sociedad Hidroeléctrica del Chorro, propietaria de los Saltos del Gaitanejo y del Chorro, necesitaba un acceso a ambos para facilitar el paso de los operarios de mantenimiento, transporte de materiales y vigilancia. Las obras empezaron en 1901 y terminaron en 1905. El camino comenzaba junto a las vías del ferrocarril y recorría el desfiladero de los Gaitanes. Las visitas a la zona se hicieron frecuentes mientras estaba el embalse en construcción entre 1914 y 1921, amigos y familiares del ingeniero jefe Rafael Benjumea, ingenieros y personas interesadas en este proyecto en general. Dada la gran belleza que se podía contemplar recorriendo el camino, Benjumea decidió mejorarlo y reformar el puente entre los dos lados del desfiladero. Estas dos paredes rocosas unidas por el denominado «Balconcillo de los Gaitanes» son de las más famosas de la provincia. En 1921 el rey Alfonso XIII presidió la inauguración de los embalses Guadalhorce-Guadalteba, cruzando para ello el camino previamente construido, o al menos lo visitó. Desde entonces, se le empezó a llamar «Caminito del Rey».

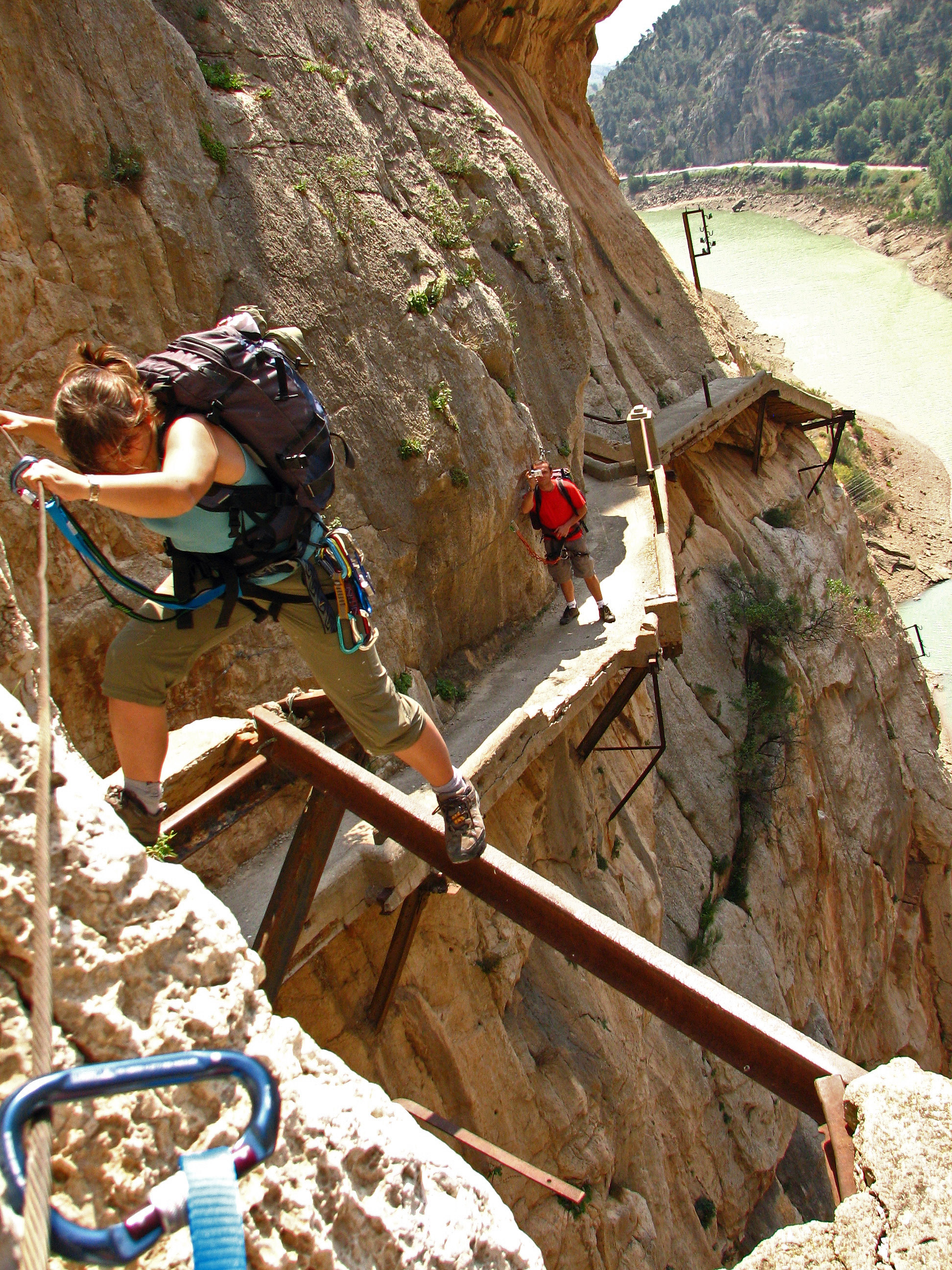
Aspecto que presentaba el anterior camino, con tramos desprendidos, y que se ha conservado, pues la readecuación de 2015 añade una nueva pasarela transitable por encima

El paso del tiempo y la falta de mantenimiento hizo mella en el Caminito. En los años 1990 presentaba un estado lamentable, con la barandilla desaparecida en casi todo su recorrido, numerosas secciones derruidas y las que quedaban amenazando con hacerlo. Precisamente su peligrosidad fue uno de los factores que contribuyó a su fama. Muchos excursionistas se dirigían a El Chorro para recorrer el Caminito, y también su zona de escalada, una de las más importantes de Europa. Esto propició numerosos accidentes a lo largo de los años, algunos mortales, y acrecentó su leyenda negra.
En 1999 y 2000, se produjeron sendos accidentes mortales que costaron la vida a cuatro excursionistas e indujeron a la Junta de Andalucía, en el año 2001, a cerrar los accesos al camino, demoliendo su sección inicial. Esta medida no consiguió detener a los excursionistas, que seguían encontrando la manera de acceder a él escalando. También decretaron una multa de 6000 € por transitar tanto por el camino cortado, como por las vías y los túneles del tren por las que se puede volver del Caminito.

### Restauración
La Diputación provincial de Málaga, en colaboración con la Junta de Andalucía, incluyó en sus presupuestos de 2006 un plan de restauración. En enero de 2009 salió a concurso la redacción del proyecto para su reparación, con un presupuesto de 5 millones de euros. Las obras comenzaron en 2014 y duraron aproximadamente un año.
El camino rehabilitado se abrió al público el 28 de marzo de 2015. Lonely Planet lo eligió uno de los mejores sitios para visitar en 2015. La descripción de la ruta y el track GPS se encuentra en Wikiloc, que también incluye referencias a numerosa información, fotos y vídeos que ayudarán al visitante.
En mayo de 2017 se dotó de cobertura 4G a todo el tramo del Caminito y actualmente se está construyendo un centro de visitantes cerca del acceso norte, dirección Ardales, que incluirá un punto de información y souvenirs, una cafetería, aseos y 200 plazas de aparcamiento para coches y diecisiete para autobuses. Las obras terminaron en enero de 2018, aunque todavía se encuentra cerrado al público; una vez abierto se cederá al municipio de Ardales.

## Transporte público

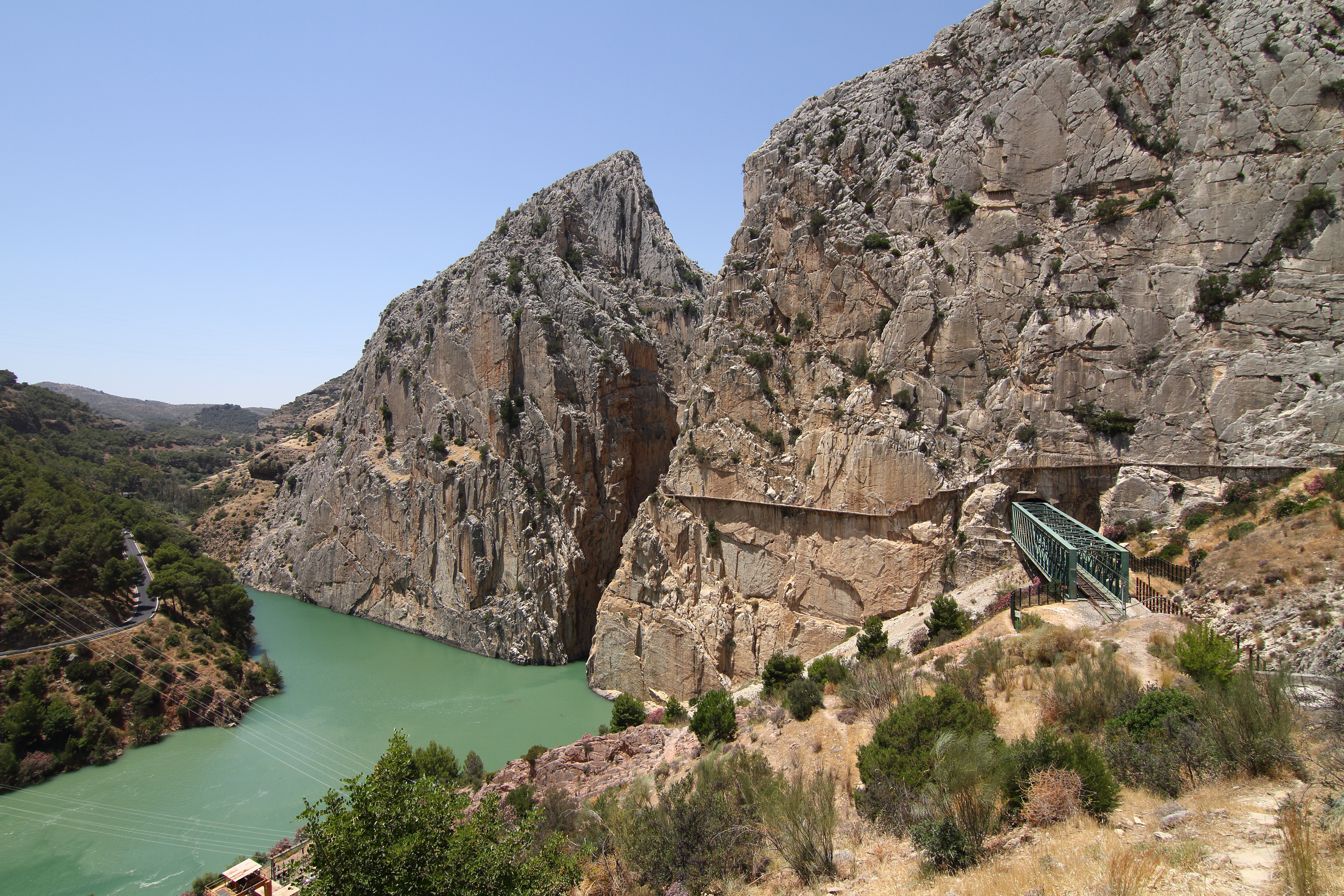
Salida sur del desfiladero de los Gaitanes

### Bus
Ardales está comunicada por varias rutas de autobuses interurbanos en su territorio a través del Consorcio de Transporte Metropolitano del Área de Málaga. Prestan servicio por la zona norte (situada en el embalse Guadalhorce de Ardales), o por la salida por «El Chorro», zona sur (situada cercana a la estación de tren), a través del servicio lanzadera del Caminito del Rey que realiza la empresa Autocares Rivero. 

### Tren
También se puede llegar desde Málaga hasta la estación de El Chorro-Caminito del Rey con los servicios de la línea 67 de Media Distancia de Renfe, que suele tardar entre 45 minutos y una hora.

## Horario
Se puede visitar de martes a domingo todo el año exceptuando los días 1 de enero, y 24, 25 y 31 de diciembre. Es necesaria reserva previa.
- El horario de verano del Caminito del Rey es: del 1 de abril al 24 de octubre, de 10:00 a 17:00h.
- El horario de invierno del Caminito del Rey es: del 25 de octubre al 27 de marzo, de 10:00 a 14:00h.

## Aviso antes de la visita
Una vez que se haya obtenido la entrada a través de Internet o por cualquier otro medio conviene procurar llegar al menos con una hora de antelación porque desde el lugar en que se deja el medio de transporte a la entrada hay una distancia que deben recorrerse a pie por una senda forestal. Hay dos caminos para acceder, por el túnel que hay junto al Restaurante el Kiosko con una distancia de 2,7 km y la otra es por el túnel pequeño que hay a unos 100 metros de la zona de aparcamiento, con una distancia de 1,5 km. También es posible dejar el coche cerca del punto de información.

## Escenario de películas
- Algunas de las últimas escenas de la película Von Ryan's Express, de 1965, protagonizada por Frank Sinatra y Raffaella Carrà, se grabaron a lo largo de las vías del tren. En la película, representan la frontera entre Italia y Suiza.[15]
- La película El puente de San Luis Rey, de 2004, es el último largometraje que ha rodado escenas en el Caminito.[16]

## Ciclismo
Desde su restauración, ha sido utilizado como final de etapa de la Vuelta a España en dos ediciones, con los siguientes resultados:
| Año  | Etapa | Fecha        | Cat. | Salida               | km  | Ganador            | Líder              |
| 2015 | 2ª    | 23 de agosto | 3ª   | Alhaurín de la Torre | 158 | Esteban Chaves     | Esteban Chaves     |
| 2018 | 2ª    | 26 de agosto | 3ª   | Marbella             | 163 | Alejandro Valverde | Michał Kwiatkowski |